# Hylaeus coniceps
Hylaeus coniceps är en biart som först beskrevs av Blackburn 1886.  Hylaeus coniceps ingår i släktet citronbin, och familjen korttungebin. Inga underarter finns listade i Catalogue of Life.